# Prémio Golden Foot

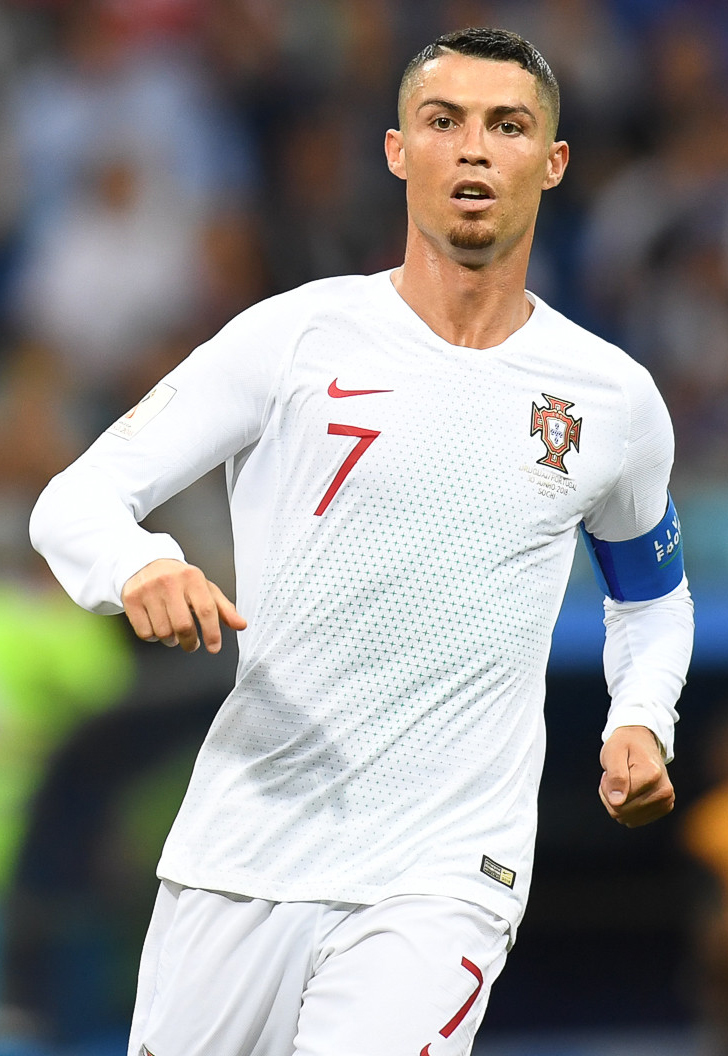
Cristiano Ronaldo

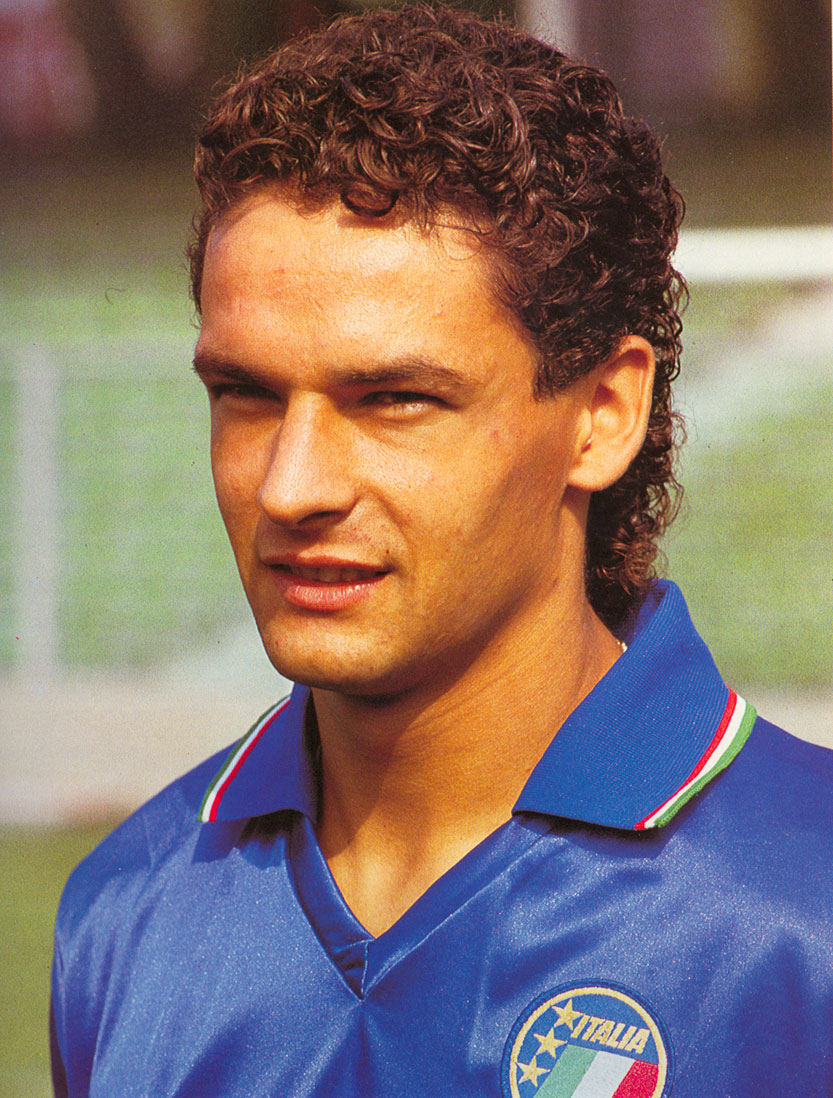
Roberto Baggio

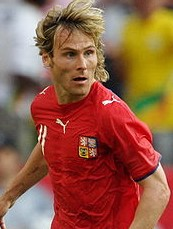
Pavel Nedvěd

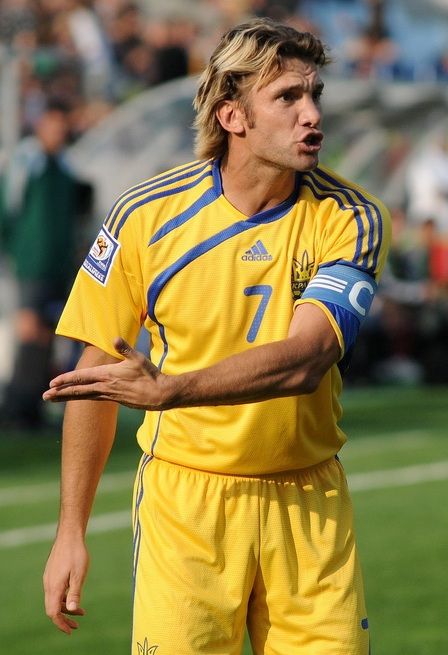
Andriy Shevchenco

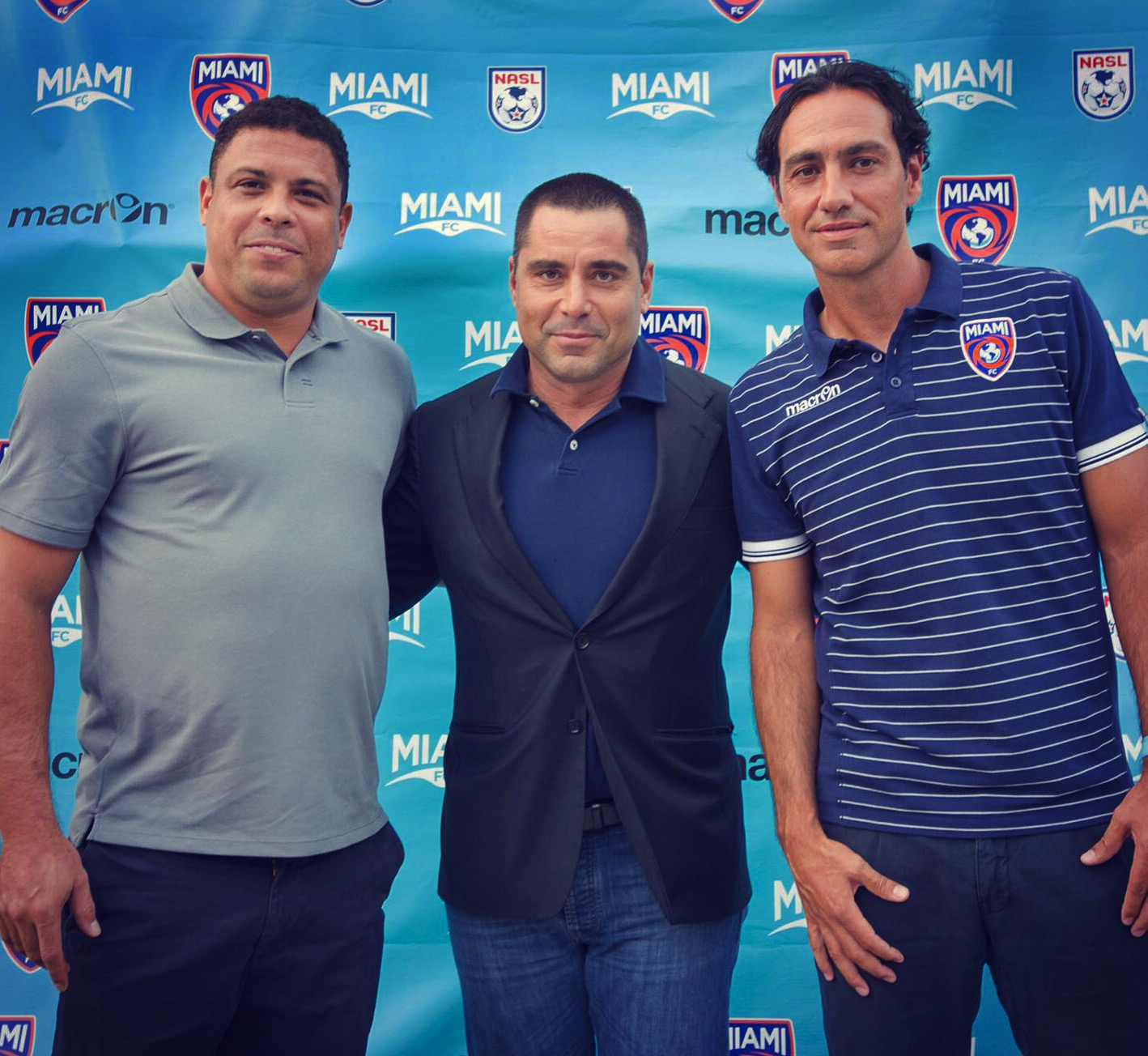
Ronaldo, Riccardo Silva e Alessandro Nesta

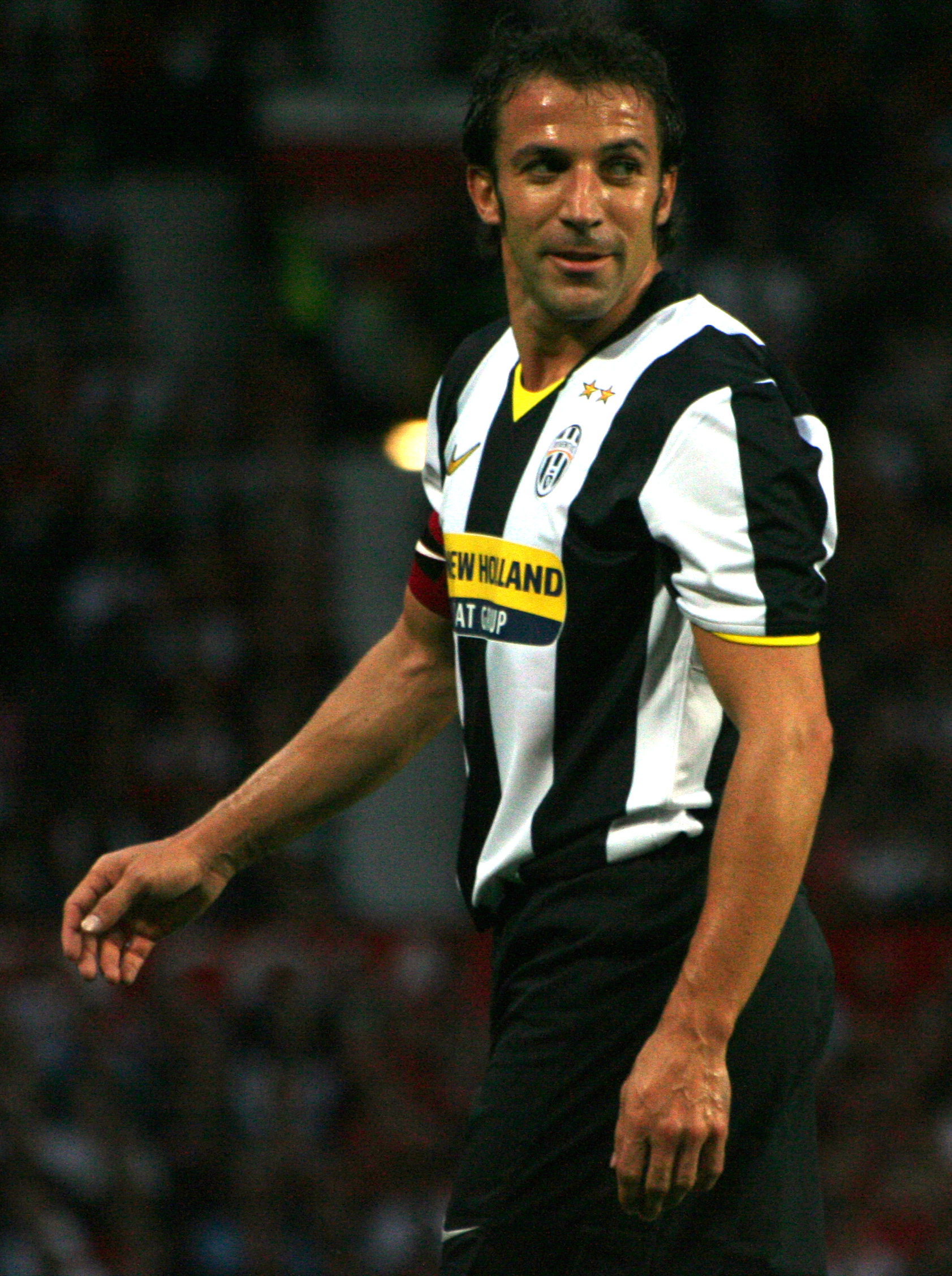
Alessandro Del Pierro

O Prémio Golden Foot é um prêmio internacional de futebol, concedido a jogadores que se destacam por suas conquistas esportivas (tanto individuais quanto por equipe) e por sua personalidade. O prêmio é concedido apenas a jogadores ativos com pelo menos 27 anos de idade e só pode ser ganho uma vez.
Dez indicados são escolhidos por um painel de jornalistas internacionais com base no critério de que eles tenham pelo menos 27 anos de idade e ainda estejam jogando. Dessa lista, e até 2022, o vencedor foi selecionado por uma enquete online, onde qualquer um poderia votar.  A partir de 2024, o vencedor é selecionado por um comitê de profissionais presidido por Antonio Caliendo, o fundador do prêmio. O vencedor do prêmio deixa um molde permanente de seus pés no "The Champions Promenade" , na orla marítima do Principado de Mônaco.
Desde 2009, há um leilão de caridade acompanhando o evento Golden Foot. O leilão é realizado durante a noite de gala no Hôtel de Paris Monte-Carlo e arrecada fundos para o combate à AIDS.

## Vencedores
| Ano  | Jogador              | Equipe              |
| ---- | -------------------- | ------------------- |
| 2003 | Roberto Baggio       | Brescia             |
| 2004 | Pavel Nedvěd         | Juventus            |
| 2005 | Andriy Shevchenko    | Milan               |
| 2006 | Ronaldo              | Real Madrid         |
| 2007 | Alessandro Del Piero | Juventus            |
| 2008 | Roberto Carlos       | Fenerbahçe          |
| 2009 | Ronaldinho Gaúcho    | Milan               |
| 2010 | Francesco Totti      | Roma                |
| 2011 | Ryan Giggs           | Manchester United   |
| 2012 | Zlatan Ibrahimović   | Paris Saint-Germain |
| 2013 | Didier Drogba        | Galatasaray         |
| 2014 | Andrés Iniesta       | Barcelona           |
| 2015 | Samuel Eto'o         | Antalyaspor         |
| 2016 | Gianluigi Buffon     | Juventus            |
| 2017 | Iker Casillas        | Porto               |
| 2018 | Edinson Cavani       | Paris Saint-Germain |
| 2019 | Luka Modrić          | Real Madrid         |
| 2020 | Cristiano Ronaldo    | Juventus            |
| 2021 | Mohamed Salah        | Liverpool           |
| 2022 | Robert Lewandowski   | Barcelona           |
| 2023 | Prêmio não entregue  | Prêmio não entregue |
| 2024 | Lautaro Martínez     | Internazionale      |

### Por país
| País            | Jogadores |
| --------------- | --------- |
| Itália          | 4         |
| Brasil          | 3         |
| Espanha         | 2         |
| Chéquia         | 1         |
| Ucrânia         | 1         |
| País de Gales   | 1         |
| Suécia          | 1         |
| Costa do Marfim | 1         |
| Camarões        | 1         |
| Uruguai         | 1         |
| Croácia         | 1         |
| Portugal        | 1         |
| Egito           | 1         |
| Polónia         | 1         |
| Argentina       | 1         |

### Por equipe
| Equipe              | Jogador |
| ------------------- | ------- |
| Juventus            | 4       |
| Milan               | 2       |
| Paris Saint-Germain | 2       |
| Real Madrid         | 2       |
| Barcelona           | 2       |
| Brescia             | 1       |
| Fenerbahçe          | 1       |
| Manchester United   | 1       |
| Roma                | 1       |
| Galatasaray         | 1       |
| Antalyaspor         | 1       |
| Porto               | 1       |
| Liverpool           | 1       |
| Internazionale      | 1       |

## Golden Foot Feminino
Um prêmio equivalente para o futebol feminino foi atribuído a partir de 2022.

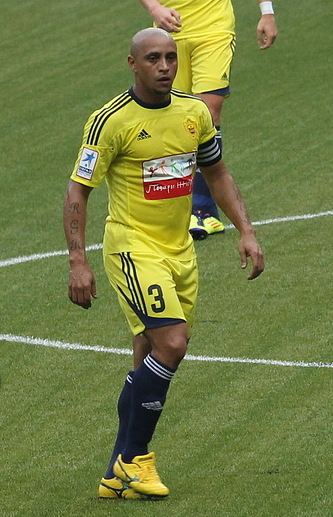
Roberto Carlos

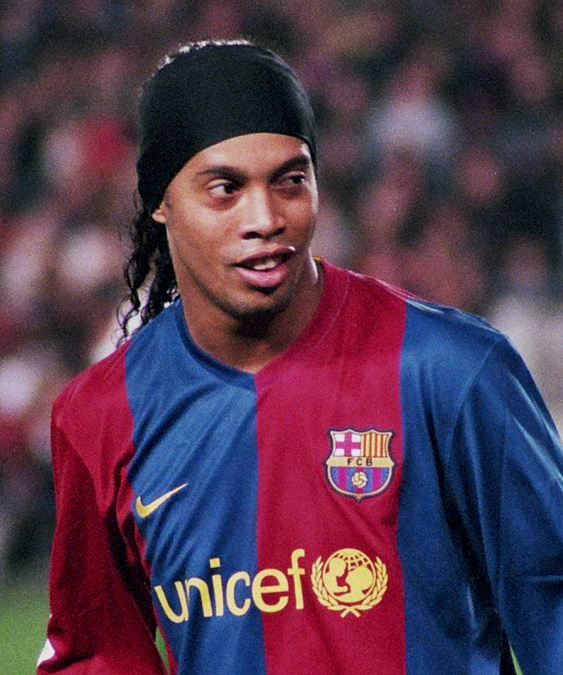
Ronaldinho

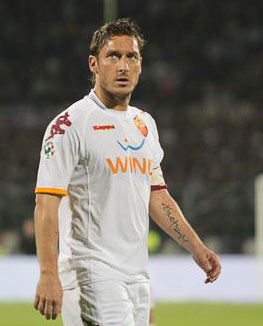
Francesco Totti

| Ano  | Jogadora            | Equipe              |
| ---- | ------------------- | ------------------- |
| 2022 | Kosovare Asllani    | Milan               |
| 2023 | Prêmio não entregue | Prêmio não entregue |
| 2024 | Saki Kumagai        | Roma                |

## Lendas do Prêmio
| Ano  | Lendas                |
| ---- | --------------------- |
| 2003 | Diego Maradona        |
| 2003 | Eusébio               |
| 2003 | Gianni Rivera         |
| 2003 | Just Fontaine         |
| 2004 | Alfredo Di Stéfano    |
| 2004 | Dino Zoff             |
| 2004 | Michel Platini        |
| 2005 | Paco Gento            |
| 2005 | George Best           |
| 2005 | George Weah           |
| 2005 | Gigi Riva             |
| 2005 | Roberto Rivellino     |
| 2006 | Alcides Ghiggia       |
| 2006 | Ferenc Puskás         |
| 2006 | Giacinto Facchetti    |
| 2006 | Raymond Kopa          |
| 2006 | Zico                  |
| 2007 | Gerd Müller           |
| 2007 | Hristo Stoichkov      |
| 2007 | Mario Kempes          |
| 2007 | Paolo Rossi           |
| 2007 | Romário               |
| 2008 | Aldair                |
| 2008 | Igor Belanov          |
| 2008 | Luis Suárez           |
| 2008 | Zinedine Zidane       |
| 2009 | Karl-Heinz Rummenigge |
| 2009 | Nilton Santos         |
| 2009 | Oleg Blokhin          |
| 2009 | René Higuita          |
| 2009 | Zbigniew Boniek       |
| 2010 | Carlos Dunga          |
| 2010 | Francisco Varallo     |
| 2010 | Franz Beckenbauer     |
| 2010 | Giancarlo Antognoni   |
| 2010 | Hugo Sánchez          |
| 2011 | Abedi Pele            |
| 2011 | Javier Zanetti        |
| 2011 | Luís Figo             |
| 2011 | Rabah Madjer          |
| 2011 | Ruud Gullit           |
| 2012 | Eric Cantona          |
| 2012 | Franco Baresi         |
| 2012 | Lothar Matthäus       |
| 2012 | Pelé                  |
| 2013 | Carlos Valderrama     |
| 2013 | Jean-Pierre Papin     |
| 2013 | Osvaldo Ardiles       |
| 2014 | Antonín Panenka       |
| 2014 | Jean-Marie Pfaff      |
| 2014 | Hakan Şükür           |
| 2014 | Hidetoshi Nakata      |
| 2014 | Mia Hamm              |
| 2014 | Roger Milla           |
| 2015 | Gheorghe Hagi         |
| 2015 | Daniel Passarella     |
| 2015 | David Trezeguet       |
| 2015 | Rinat Dasayev         |
| 2016 | Frank de Boer         |
| 2016 | Claudio Ranieri       |
| 2016 | Carles Puyol          |
| 2016 | Deco                  |
| 2017 | Roberto Mancini       |
| 2017 | Michael Owen          |
| 2017 | Marcel Desailly       |
| 2017 | Oliver Kahn           |
| 2017 | Li Ming               |
| 2018 | Leonardo Araújo       |
| 2018 | Clarence Seedorf      |
| 2018 | Andrea Pirlo          |
| 2018 | Marcello Lippi        |
| 2018 | Didier Deschamps      |
| 2019 | Paulo Roberto Falcao  |
| 2019 | Patrick Vieira        |
| 2019 | José Altafini         |
| 2019 | Carolina Morace       |
| 2021 | Dani Alves            |
| 2021 | Paolo Maldini         |
| 2021 | Günter Netzer         |
| 2021 | Kelly Smith           |
| 2022 | Emilio Butragueño     |
| 2022 | Juan Sebastián Verón  |
| 2022 | Fatih Terim           |
| 2024 | Fabio Cannavaro       |
| 2024 | Gerard Piqué          |
| 2024 | Rui Costa             |
| 2024 | Fernando Llorente     |
| 2024 | Ruud Krol             |

### Total por país
| País             | Total |
| ---------------- | ----- |
| Itália           | 15    |
| Brasil           | 11    |
| França           | 10    |
| Argentina        | 8     |
| Alemanha         | 6     |
| Espanha          | 6     |
| Países Baixos    | 4     |
| Portugal         | 4     |
| Colômbia         | 2     |
| Suécia           | 2     |
| Turquia          | 2     |
| Ucrânia          | 2     |
| Argélia          | 1     |
| Bélgica          | 1     |
| Bulgária         | 1     |
| Camarões         | 1     |
| China            | 1     |
| Chéquia          | 1     |
| Inglaterra       | 1     |
| Gana             | 1     |
| Hungria          | 1     |
| Japão            | 1     |
| Libéria          | 1     |
| México           | 1     |
| Irlanda do Norte | 1     |
| Polónia          | 1     |
| Roménia          | 1     |
| Rússia           | 1     |
| Estados Unidos   | 1     |
| Uruguai          | 1     |

## Prêmio Golden Foot Prestige
| Ano  | Jogador          |
| ---- | ---------------- |
| 2020 | Andrea Agnelli   |
| 2021 | Gabriele Gravina |
| 2022 | Florentino Pérez |